# Коломенка (речное судно)

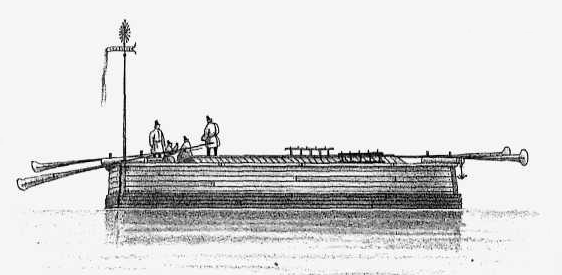
Изображение коломенки из книги чертежей и рисунков, составленных П. А. Богославским к книге о купеческом судостроении в России

Коло́менка — разновидность русских речных несамоходных беспалубных барок лёгкой конструкции, которые широко использовались с XVI по XIX век на реках Каме и Чусовой для перевозки хлеба и металлопродукции. 
Историческое название «коломенка» связано с городом Коломна.

## История
Коломенок как речных грузовых судов было нескольких типов:
- волжская или железняк[5];
  - пермская, снастная;
- невского бассейна[6]. На конец XIX столетия только при коломенках сохранялась Косная — небольшая выездная лодка при старинных судах[7].

Коломенки отличались от остальных типов сплавных судов большим отношением длины корпуса к ширине (5 — 6 против 3 — 4). Как правило, они изготавливались из дерева с широким применением круглого леса, имели длину до 53 метров, ширину до 6 метров, осадку до 1,5 метров и грузоподъёмность до 750 тонн. На большинстве из них обустраивалась двускатная крыша. Судовой набор делался из неокоренных брёвен, обшивка днища — из досок толщиной 13 — 18 мм, бортовая обшивка была тоньше днищевой, но в подводной части имела дополнительную защиту от донных камней из горбыля. Первоначальная форма носовой части их корпусов была на 25 — 30 сантиметров шире, чем кормовой. В дальнейшем, когда для удержания судов на курсе стали повсеместно применяться лоты, коломенки начали строиться с одинаковой шириной корпуса по всей своей длине.